# Кулагина, Нинель Сергеевна
Нине́ль Серге́евна Кула́гина (30 июля 1926, Ленинград, СССР — 11 апреля 1990) — советская женщина, заявлявшая, что владеет телекинезом и другими аномальными способностями, которые изучались в нескольких НИИ на протяжении более чем 20 лет.

## Биография
Родилась 30 июля 1926 года в Ленинграде. Девичья фамилия — Михайлова, детское имя — Неля. В 15 лет вступила в Красную Армию, в Великую Отечественную войну с апреля 1942 года по июнь 1946 года службу проходила в качестве радиста в танковых войсках. В 1942-43 гг. несколько раз ранена и получила инвалидность II группы. Являлась членом совета ветеранов 268-й дивизии. В 36 лет стала известна своими сверхспособностями, за что в 1966 году была осуждена за мошенничество Кировским районным народным судом Ленинграда. Прокурор Ленинграда, государственный советник юстиции 3-го ранга Сергей Ефимович Соловьёв и журналист Матвей Наумович Медведев по этому поводу отмечают, что причиной послужило то, что «она представлялась человеком, который может помочь в приобретении мебели с чёрного хода, и набрала за короткий срок более семи тысяч рублей» (по другим данным — 5 тысяч). 
В 1988 году подала в суд о защите чести и достоинства против корреспондента журнала «Человек и закон» В. Стрелкова («Дело о телекинезе» завершено в пользу Нинель).

## Исследования «феномена Кулагиной»
Кулагина получила международную известность в 1960-е годы, когда её способности стали изучаться. В январе 1964 года в Ленинграде на научной конференции неврологов, психиатров и психологов Нинель Кулагина впервые публично продемонстрировала свои способности. 
Кулагина утверждала, что первой обнаружила у себя способности, которые, как она полагала, унаследовала от своей матери, когда поняла, что предметы произвольно перемещаются вокруг неё, когда она сердится. Она говорила, что для того, чтобы проявились способности, требовалось некоторое время на медитацию, чтобы очистить свой ум от всех мыслей. Кулагина говорила, что в то время, когда она сосредотачивалась, она испытывала боль в позвоночнике, а зрение размывалось. Отмечалось, что грозы мешали ей проводить телекинетические действия. 
В газете «Комсомольская правда» от 16 августа 1981 года в статье «На прополку в биополе» есть следующие сведения:

В своё время журналисты рассказывали о Розе Кулешовой, обладавшей кожным зрением. Прочитав о ней, другая женщина, Нинель Кулагина, решила показаться людям. Вместе с Э. Наумовым, известным собирателем подобной информации по таким феноменам, с группой физиков ФИАНа организовали приезд Кулагиной в Москву на 4 дня, исследовали на кафедре, руководимой Хохловым в МГУ.

В 1968 году сделанные в СССР чёрно-белые фильмы, документировавшие эксперименты с её участием, были представлены западным экспертам и вызвали сенсацию, по крайней мере среди парапсихологов, некоторые из которых поспешили объявить, что получено решающее доказательство реальности психокинеза. Согласно отчётам из Советского Союза, в исследовании Кулагиной приняло участие 40 учёных, из которых двое были Нобелевскими лауреатами. Ларри Кеттлькамп утверждает, что Кулагина была снята на видеоплёнку во время разделения разбитых яиц, которые перед этим были погружены в воду, на белки и желтки. Во время опыта с ней были записаны все физические изменения, включая ускорение и изменение сердцебиения, мозговых волн и электромагнитного поля.
Для того, чтобы внешние электромагнитные импульсы не мешали, она была помещена внутри металлической клетки, где якобы показала способность вынимать отмеченную спичку из кучи других лежащих под стеклянным колпаком.
Возможно, самый знаменитый эксперимент с участием Кулагиной был проведён 10 марта 1970 года в ленинградской лаборатории с участием руководителя секции технической парапсихологии при научно-техническом обществе приборостроения психофизиолога и математика Геннадия Сергеева. Согласно сообщениям очевидцев, в ходе экспериментов, запечатлённых на фотоплёнку, Кулагина психокинетически воздействовала на сердце лягушки, отделённое от тела: сначала в обе стороны меняла пульс, потом остановила сердце.
По утверждению Ю. Б. Кобзарева, эксперименты, которые вначале проводили академики Исаак Кикоин, Юрий Гуляев, Юрий Кобзарев, послужили толчком к созданию лаборатории радиоэлектронных методов исследования биологических объектов, которую возглавлял д. ф.-м. н Э. Э. Годик. По словам Годика, в план работы лаборатории была включена задача «разобраться» с активизировавшимися в тот период в СССР экстрасенсами, среди которых была и Н. С. Кулагина. По утверждению Ю. Б. Кобзарева, исследования, проделанные в Институте радиотехники и электроники (ИРЭ) АН СССР в 1981—1982 годах, установили, что вокруг её рук существует сильное электрическое поле, а чувствительный микрофон, установленный возле рук, зафиксировал короткие ультразвуковые импульсы. По утверждению Ю. Б. Кобзарева, среди зафиксированных феноменов, связанных с Кулагиной, были следующие:
- перемещение небольших предметов, например, кусочка сахара или спичечного коробка;
- вращение стрелки компаса;
- прикосновение рукой к руке другого человека может вызывать сильный ожог;
- рассеивание руками луча лазера;
- изменение кислотности (рН) воды;
- разрушение ацетатных нитей, "плавление" (деструкция) пластмассы[22];
- воздействие на помещённую в закрытый пакет фотоплёнку (засветка).

Сотрудник лаборатории А. Тараторин в своих воспоминаниях пишет:

удалось выяснить, что из ладони у неё выпрыскивается мелкими капельками гистамин, возможно через потовые железы. Выпрыскиваясь, он образует заряженный аэрозоль, что и объясняет все наблюдаемые эффекты. Выпрыскиваемые капельки вызывали щелчки в микрофоне, они меняли диэлектрическую постоянную среды, рассеивая луч лазера, разъедая кожу (знаменитый «ожог»), наконец, они «садились» на объект, заряжая его. …Понять физиологический механизм подобного выпрыскивания нам так и не удалось, это действительно был физиологический феномен.

27 октября 2010 года в Физическом институте им. П. Н. Лебедева РАН состоялась презентация книги Э. Э. Годика (с 1993 года живёт в США) — «Загадка экстрасенсов: что увидели физики» об экспериментах, которые в течение более чем 10 лет проводились в Институте радиотехники и электроники АН СССР.
В книге Э.Годик приводит гипотезу, объясняющую феномен телекинеза Кулагиной, электростатическим притяжением между руками Кулагиной и перемещаемыми предметами.  

Далее была обсчитана следующая модель явления. Во время «состояния телекинеза» потовые железы резко открываются и через них выпрыскиваются микрокапельки «пота». Факт самого выпрыскивания подтверждается возникновением на зонде электрометра налета (замеченного ранее на оптических фильтрах). Пролетая через диэлектрик рогового слоя эпидермиса (поверхностный слой кожи), капельки заряжаются одним знаком заряда, оставляя заряд противоположного знака на коже руки.
Выпрыскиваемые заряды накапливаются на предмете, который Кулагина стремится сдвинуть, и на подставке (столе, покрытом скатертью). При этом возникает распределенная электрическая сила кулоновского притяжения предмета к руке. Более того, при «обливании» одноименным зарядом и предмета, и подставки, они отталкиваются друг от друга, что уменьшает трение.
Такая модель способна объяснить и демонстрировавшееся Кулагиной движение сигареты торчком по скатерти.

В 1978 г. группа сотрудников Ленинградского государственного института точной механики и оптики под руководством Дульнева Г. Н. также  изучала  феномен Кулагиной. В число исследователей входили специалисты в области теплофизики, квантовой электроники, физической химии, акустики. В качестве объяснения телекинетического феномена была предложена гипотеза акустического воздействия: 

Обратим внимание на тот факт, что движение предметов, осуществляемое Н.С.Кулагиной телекинетическим воздействием, обладает следующими особенностями. Во-первых, движение твердых предметов ... происходило при установлении этих предметов на твердую поверхность (деревянный стол, металлическая поверхность и т.п.). В тех случаях, когда предмет был подвешен, сдвинуть его не удавалось. В опытах было продемонстрировано воздействие на висящую чашку торсионных весов, однако однозначно установить, на что происходило воздействие (на чашку или стержень, проходящий через щель) не удавалось. Вторая особенность - удивительная способность к перемещению стоящих на торце высоких неустойчивых предметов, которые не падали при перемещении. Такая устойчивость может быть объяснена очень малыми зазорами между предметом и подложкой и основным воздействием в зоне центра тяжести предмета.
В рамках акустической гипотезы эти факты можно попытаться объяснить взаимодействием предмета с подложкой. Если к предмету через среду (воздух) подводить знакопеременное давление, то, обладая определенной акустической добротностью, предмет преобразует колебательную энергию в упругие волны, которые, рассеиваясь на его границе, создают подъемную силу. При этом предмет оказывается как бы на воздушной подложке, коэффициент трения резко падает и движение осуществляется по механизму хорошо известного в технике вибротранспорта

Ученые из группы  Дульнева Г. Н. приводят следующий аргумент, свидетельствующий в пользу акустической природы психокинеза Кулагиной:

Чтобы убедиться в справедливости этого предположения был проделан следующий опыт: предмет экранировался с помощью вакуумного колпака. В результате, когда воздух не откачивался (760 миллиметров ртутного столба), под воздействием оператора предмет перемещался. Когда же под колпаком создавался форвакуум (10−3 миллиметров ртутного столба), несмотря на все старания оператор оказался не в состоянии сдвинуть предмет. 

## Критика
Многие люди и организации вроде Фонда Джеймса Рэнди и Итальянского комитета по расследованию притязаний псевдонаук (CICAP) скептически относятся к телекинезу. Так итальянский психолог, журналист и писатель, сооснователь и исполнительный директор CICAP Массимо Полидоро писал, что продолжительная подготовка и неконтролируемая обстановка в помещении (как в гостиничном номере), где проводились опыты с участием Кулагиной, оставляют широкое поле для явного надувательства.
Фокусники и скептики утверждали, что всё сделанное Кулагиной можно повторить при помощи простой ловкости рук, с использованием хорошо сокрытых и замаскированных нитей, небольших кусочков намагниченного металла или же зеркал; кроме того высказывались мнения о том, что в условиях холодной войны Советский Союз имел очевидную заинтересованность в фальсификации и преувеличении итогов исследований в пропагандистских целях для победы в «психологической гонке» вроде космической гонки и гонки вооружений.
Писатель и популяризатор науки В. Е. Львов в своей статье в газете «Правда» обвинил Кулагину в мошенничестве. Он писал, что она исполнила один из своих трюков с помощью спрятанного на теле магнита. В статье также сообщалось, что Кулагина была арестована за обман общественности с пятью тысячами рублей. А также приводит в качестве доказательства обследование Кулагиной в Ленинградском психоневрологическом институте имени В. М. Бехтерева, которое «завершилось протоколом на шестнадцати страницах и сообщением в печать, подписанным шестью ведущими психиатрами и физиологами высшей нервной деятельности», и «научными работниками института без особого труда были раскрыты трюки и махинации, применявшиеся Кулагиной в её демонстрациях „телепатии“ и „ясновидения“». Из текста сообщения Ленинградской правды следовало, что «Был обычный обман. Опытная аферистка сумела совершить ещё одну аферу…». Кроме того, Львов приводит данные комиссии Всесоюзного научно-исследовательского института метрологии имени Д. И. Менделеева (ВНИИМ имени Д. И. Менделеева), которая под председательством доктора технических наук, профессора С. В. Горбацевича в мае 1965 года установила, что: «От предложения повторить опыты по перемещению предметов в герметизированном стеклянном сосуде Н. С. Кулагина отказалась…» «Было предложено повторить опыты в закрытом сосуде, изготовленном во ВНИИМ… что позволило бы исключить возможность перемещения предметов невидимыми нитями и др… Многократные попытки Кулагиной не дали положительных результатов»… «Опыты с часами и весами не дали положительных результатов…». Также он ссылается на протокол выезда на квартиру Кулагиной начальника лаборатории магнитных измерений ВНИИМ Студенцова и старшего инженера Скрынникова, озаглавленного как «Отчёт о посещении Кулагиной Н. с целью выявления физических причин, позволяющих Кулагиной поворачивать и вращать магнитную стрелку», из которого следует, что посетителей «удивила оснащённость квартиры магнитными устройствами: топографический компас, морской (плавающий) компас, подковообразный магнит и другой формы более мощный магнит…». Они «приступили к исследованию состояния магнитного поля… При этом стрелочный прибор мы расположили таким образом, чтобы Кулагина его не видела. Зонд же положили на краю стола… Предложили Кулагиной встать и поворачиваться, стоя, вокруг горизонтальной оси». После этого был обнаружен спрятанный под одеждой «чётко выраженный диполь (то есть кусок магнита или катушка с током)» и затем они начали «искать, куда она запрятала магнит». В итоге, ими было установлено, что «ниже пояса или у бедер находится постоянный магнитный диполь, магнитный момент которого совершенно не зависит от психического состояния обследуемой…». Львов отмечает, что когда Кулагину попросили не делать движений «талией и бедрами», «отклонений стрелки (в магнитометре) не последовало». Кроме того, авторы протокола отмечали, что «муж Кулагиной и она сама всё время предлагали показать нам перемещение различных тел» и показать «движение футляра от сигары», и в ходе наблюдения было замечено, что «Кулагина натягивает скатерть как раз в том месте, где расположен объект», а после того, как физиками был установлен контроль за левой рукой испытуемой, психокинез перестал проявляться.
Газета «Правда» в номере от 24 июня 1968 года выступала со следующей критикой Кулагиной: «Выйдя из тюремного заключения, аферистка опять водворилась в Ленинграде и… преуспела на таинственном поприще околпачивания лиц, увлекающихся парапсихологией… Как могли некоторые редакции занять изрядную площадь в своих газетах дутыми трюками, представленными в виде научной сенсации?… Ведь наша печать всегда и во всем призвана освещать достижения и поиски науки с совершенным знанием дела, с глубокой, взыскательной вдумчивостью, объективностью и проницательностью…»
Американский математик, писатель, популяризатор науки, один из основателей Комитета по научному расследованию заявлений о паранормальных явлениях Мартин Гарднер называл Кулагину «прелестной, пухлой, темноглазой маленькой шарлатанкой» (англ. pretty, plump, dark eyed little charlatan), которая была дважды поймана на использовании уловок при перемещении предметов.
Член-корреспондент РАН А. М. Иваницкий, по его словам, принимал в 1960-е годы участие в исследовании феноменов Кулагиной. В 2006 году в газете «Новые Известия» были опубликованы его воспоминания:

Одна женщина при всех двигала по столу колпачок от ручки. Сколько бы мы экспериментов ни ставили, она всё равно двигала… Однако, присмотревшись, мы определили по кинопленке, что женщина незаметно бросала на стол заранее оторванный длинный волос, на котором были закручены узелки. Один из концов волоса был закреплён на животе. Умело двигая им, она немного перемещала по столу и колпачок.

Чуть позже в ходе беседы, опубликованной на сайте Клуба Скептиков, А. М. Иваницкий уточнил, что в газете неверно было написано про волос, в скорректированном им варианте речь идёт о капроновых нитях. Иваницкий отмечает, что мистификация Кулагиной была обнаружена «во время смены белья (в психиатрической клинике, где она лежала) на поясе её халата мы нашли капроновые нити с закрученными на них узелками», а также указывает на то, что «без ниток она и не пыталась что-либо сделать, говоря: „вы же сами теперь всё знаете“». В эксперименте с воздействием на стрелку компаса Кулагина использовала магнит, спрятанный под повязкой на пальце. Также Иваницкий опроверг заявление психотерапевта М. И. Буянова, который в интервью («Комсомольской Правде» за 18 января 2007) заявил, что «однажды я наблюдал, как известный уникум Нинель Кулагина двигала стрелку компаса. Но как она это делала, до сих пор никто не разобрался. Скептики говорят, что между пальцами она держала маленькие магнитики. Но её способности проверяли известные ученые и на фокусничестве её ни разу не поймали», указав на то, что: «как раз поймали».
Академик РАН Е. Б. Александров характеризует Кулагину как «известную аферистку» и считает, несмотря на то, что её неоднократно уличали в мошенничестве, а исследовавшие её способности не нашли ничего необычного, она всё же «впоследствии… морочила голову остепенённым простакам в ЛИТМО». В интервью интернет-изданию «Газета.ру» он отметил, что «Кулагина — это обыкновенная авантюристка и аферистка».

## Награды
- Орден Отечественной войны II степени[38]
- Медаль «За боевые заслуги»[20]
- Медаль «За оборону Ленинграда»[20]